# Votes for Women (film 1912)
Votes for Women è un cortometraggio muto del 1912 diretto da Hal Reid. Prodotto dalla Reliance Film Company in collaborazione con la National American Woman Suffrage Association, è un melodramma incentrato sulla lotta delle suffragette impegnate nel sociale. Nel film, in diversi cameo, compaiono molte suffragette di spicco, tra le quali Anna Howard Shaw, Inez Milholland e Jane Addams che, nel 1931, avrebbe poi ricevuto il Premio Nobel per la Pace. Vi sono inseriti anche spezzoni di un documentario su una parata per il suffragio tenutasi a New York.

## Trama
Operaie e suffraggette stanno cercando invano di convincere il senatore Herman ad abbracciare la loro causa. Fillmore, una delle leader, viene a sapere che alcuni bimbi, già orfani di madre, hanno perso il loro padre di tubercolosi. Il voto del senatore potrebbe portare rimedio alle precarie condizioni delle operaie con le modifiche edilizie apportate alle loro malsane costruzioni. Fillmore riesce ad assicurarsi l'aiuto di Jane Wadsworth, la fidanzata di Herman, che la accompagna in visita alla povera famiglia in lutto. La giovane è scioccata dalla terribile mancanza dei servizi igienici e di quelle tre bambine e un bambino abbandonati a sé stessi. Elsie, la più grande, lavora come ricamatrice per un negozio, Hester lavora in un grande magazzino. Il ragazzo studia e, nel contempo, aiuta l'altra sorella che lavora in un altro negozio. Jane, scioccata, scopre che questa condizione spaventosa si deve all'indifferenza di proprietario del suo fidanzato. Dopo averlo supplicato di fare qualcosa, la donna si infuria davanti al comportamento di Herman che la tratta come fosse una bambina. Decide così di unirsi al movimento delle suffragette e di fare in modo che suo padre e il senatore giungano a un accordo. Riuscirà nei suoi intenti quando lei stessa finirà per contrarre la scarlattina da uno degli abiti del suo corredo provenienti dal negozio di suo padre, ricamati nel malsano edificio del senatore. Padre e fidanzato fanno un esame di coscienza e, pentiti, si uniscono al movimento delle suffragette.

## Produzione
Il film venne prodotto dalla Reliance Film Company; venne girato a Chicago, nei Selig Studios, Western Ave. & Irving Park Rd., North Center.

## Distribuzione
Distribuito dalla Film Supply Company, il film - un cortometraggio in due bobine - uscì nelle sale cinematografiche degli Stati Uniti il 26 giugno 1912.